# Comitati comunisti rivoluzionari
I Comitati Comunisti Rivoluzionari (Co.Co.Ri) furono una organizzazione di sinistra extraparlamentare. Nacquero a Milano nel 1975 a partire da una scissione dei Comitati Comunisti per il Potere Operaio, a sua volta formati l'anno precedente da militanti di Lotta Continua in crisi con la loro organizzazione. Un'altra frangia dei Comitati Comunisti per il Potere Operaio contribuì alla nascita di Prima Linea. I Comitati Comunisti Rivoluzionari furono un'organizzazione a doppio livello, con un braccio politico che organizzava manifestazioni pubbliche e legali ed un braccio armato che compiva azioni di guerriglia ed attentati. I CCR avevano dei sottogruppi che agivano clandestinamente con varie sigle, tra cui: 
- Autonomia Proletaria
- Combattenti per il Comunismo
- Comitati Comunisti Centocelle
- Comitati Comunisti Romani
- Comitati Comunisti per la Dittatura Proletaria
- Gruppi di fuoco
- Guardia Proletaria Territoriale
- Lotta Armata per il Comunismo
- Guerra di classe per il comunismo
- Gruppi Armati Proletari
- Nuclei Armati per il Contropotere Territoriale
- Nuclei Combattenti per il Comunismo
- Potere proletario armato
- Proletari Organizzati per il Comunismo
- Squadre Comuniste Territoriali.

## Principali attività criminali
I comitati Comunisti rivoluzionari esordirono con:
- l'11 novembre 1975 a Milano con ferimento del capo reparto della Innocenti-Leyland Valerio De Marco.
- il 26 marzo 1976 a Milano con il ferimento intenzionale del dirigente della Philco di Brembate Dieter Ercher.
- il 2 aprile 1976 a Milano con il ferimento intenzionale del capo sorveglianza della Magneti Marelli Matteo Palmieri.
- il 19 giugno 1976 a Torno con il ferimento di Paolo Fossat, capo reparto della Fiat Rivalta, che segna anche l'ingresso dei Comitati Comunisti rivoluzionari nella città piemontese.
- il 7 gennaio 1978, a Roma, compirono la strage di Acca Larenzia.
- il 22 aprile 1978, vengono rapinate alcune banche ed armerie a Padova, e sempre a Padova viene ferito Ezio Riondato, docente di filosofia moderna della Facoltà di lettere dell'Università di Padova e militante democristiano.
- il 9 giugno 1978 nel tentativo di rapina in banca a Lissone, rimane ucciso il militante comunista Francesco Giuri
- Il 23 febbraio 1979, a Barzanò, assassinarono la guardia giurata Rosario Scalia.
- Il 18 dicembre 1980, a Zinasco, assassinarono la guardia giurata Alfio Zappalà.

Per attività a loro connesse furono indagate 92 persone.
Nel 1984 Ernesto Balducchi, una delle principali figure dell'organizzazione, fece pervenire al cardinal Martini tre borse piene di armi ed esplosivi del gruppo, a seguito della decisione di cessare la lotta armata.

## Aderenti alla organizzazione
- Enrico Galmozzi
- Bruno La Ronga
- Giovanni Stefan
- Piero del Giudice
- Piero Falivene